# فلور إيلينا غونزاليس
فلور إيلينا غونزاليس (بالإسبانية: Flor Elena González)‏ هي ممثلة فنزويلية، ولدت في 2 فبراير 1960 في فنزويلا.

## وصلات خارجية
- فلور إيلينا غونزاليس على موقع IMDb (الإنجليزية)